# 유년기 사고 후유증
유년기 사고 후유증은 자주 심각한 부정적 아동기 경험(Adverse childhood experiences; ACEs)으로 간주되는 개념이다. 아동은 심적외상으로 간주되는 일정 범위의 경험들을 거쳐 갈 수 있는데 이러한 경험으로는 방임, 유기, 성적 학대, 정서적 학대, 그리고 신체적 학대, 형제자매나 부모에 대한 학대를 목격하는 것, 혹은 정신 질환을 가진 부모에게 길러지는 것 등이 있다. 이러한 사건은 건강과 행복에 반사회적 행동, 주의력 결핍 과잉행동 장애(ADHD), 수면 방해와 같이 심각한 심리적, 생리학적, 그리고 사회적으로 부정적이고 지속적인 영향을 줄 수 있다. 비슷하게 어머니의 임신 도중 외상적인 사건을 겪거나 스트레스를 받은 아동에게 정신 건강 장애와 신경발달장애가 발생할 가능성이 높을 수 있다.
카이저 퍼머넨테(Kaiser Permanente)와 질병통제예방센터의 부정적 아동기 경험에 대한 1998년 연구는 아동기의 사고후유증을 일으키는 경험은 많은 사회적, 정서적, 그리고 인지적 손상의 기저 원인이라는 결과를 나타냈는데 그 손상은 건강하지 못한 자기 파괴적 행동에 대한 높은 위험으로, 폭력의 혹은 재피해자화의, 만성 건강 질환의, 낮은 삶 잠재력의 그리고 조기 사망의 위험으로 이어진다는 것이었다. 부정적 경험의 수가 늘어날수록, 아동기에서 성인기로의 문제의 위험도 또한 증가한다. 초기 연구 이후에 거의 30년 동안의 연구는 이것을 증명해왔다. 많은 주정부들, 의료 제공자, 그리고 다른 집단들은 이제 일상적으로 부정적 아동기 경험에 대해 부모와 아이들을 확인한다.

## 건강
심적외상을 일으키는 아동기의 경험은 개인의 알로스타틱 부하를 증가시키는 심리적 압박감을 유발하며, 이에 따라 아동의 면역계, 신경계, 그리고 내분비계에 영향을 받는다. 또한 만성적 압박감에의 노출은 불리한 의학적 결과가 나타날 수 있는 취약성을 세 배나 네 배로 증가시킨다. 유년기 사고 후유증은 자주 부정적인 건강 증상들을 동반하며 이러한 증상으로는 우울증, 고혈압, 자가면역 질환, 폐암, 그리고 조기 사망을 포함한다. 뇌 발달에의 아동기 사고후유증의 영향은 감정 조절에의 부정적 영향을 그리고 사회적 기술의 발달의 저해를 포함한다. 연구에서는 사고후유증을 일으키거나 위험한 가정 환경에서 자란 아이들은 과도한 내면화(예를 들어, 사회적 은둔, 불안)를 혹은 외현화(예를 들어, 공격적 행동)를, 그리고 자살 행동을 하는 경향이 있다는 것이 나타났다.
최근 연구에서는 신체적이고 성적인 학대는 성인기의 기분 및 불안장애와 관련이 있는 반면, 정서적 학대는 성인기 인격장애와 조현병과 관련이 있다는 결과가 발표되었다. 더불어서, 연구는 유년기 사고후유증으로부터의 정신 건강 증상은 특정한 질환과는 반대로 부분적인 구조(내면화와 외현화)를 통해 더 잘 이해될 수 있다고 나타났다.

### 심리적 영향
유년기 사고 후유증은 외상 후 스트레스 장애(PTSD), 애착 문제, 우울증, 그리고 약물 남용을 포함한 정신 질환을 유발할 위험을 증가시킬 수 있다. 아동 발달에서 민감하고 중요한 단계는 부정적인 환경에 적응하지만 더 긍정적인 환경에 대해서는 취약하게 변형된 신경학적 기능으로 이어질 수 있다. 스테파니아 토그닌과 마리아 칼렘에 의한 건강한 대조군(healthy comparisons; HC)과 진행성 정신질환(developing psychosis)에 대한 의학적 고위험(clinically high risk for developing psychosis; CHR) 상태인 사람들을 비교하는 연구에서 65.6퍼센트의 CHR 환자와 23.1퍼센트의 HC 환자가 일정한 수준의 유년기 사고 후유증을 경험했다. 이 연구에 따른 결과는 유년기 사고후유증의 영향과 정신질환에 대해 고위험 상태인 것 사이에 연관성이 있다는 것이었다.

## 성인기에 주는 영향
성인으로서 불안, 걱정, 수치, 자책, 무기력, 욕구부재, 원망, 슬픔 그리고 분노의 감정들은 유년기에 사고후유증으로 시작된 그것들은 지속될 수 있다. 더불어서 아동기 사고 후유증을 가지고 있는 사람들은 불안, 우울, 자살과 자해, 외상 후 스트레스 장애, 약물 및 알코올 오남용 그리고 관계에서 겪을 수 있는 어려움을 더 쉽게 경험하게 될 수도 있다. 유년기 사고후유증의 영향은 단지 감정적 반응들로 끝나지 않는다. 유년기 사고후유증의 경험자들은 또한 높은 위험 상태에 있는데 천식에, 관상 심장 질환에, 당뇨병에 걸릴 혹은 뇌졸중이 발생할 위험 말이다. 그들은 또한 그들이 그들의 감정을 조절하기 힘들게 만들 수 있는 “높아진 심리압박stress 반응”에 걸리기에, 수면 장애에, 낮아진 면역 기능에 빠지기에, 그리고 성인기를 거치면서 많은 신체적 질병의 위험을 높이기에 더 쉽다. 

### 후성유전학
유년기 사고후유증은 아이의 유전자에 후성유전적 흔적을 남길 수 있고, 그것은 화학적으로 유전자 발현을 조절하는데 유전자를 침묵시키거나 발현시킴으로써, 혹은 디엔에이 메틸화로 말이다. 이것은 기본적인 생물학적 과정을 바꿀 수 있고 살면서의 건강 상태에 부정적으로 영향을 미칠 수 있다. 2013년 연구는 밝혀냈는데 유년기 사고후유증을 가졌던 사람들은 아동기 이후에 경험된 사고후유증으로부터의 외상 후 스트레스 장애를 가진 사람들과는 다른 신경병리 현상을 가진다고 말이다. 히말라야 원숭이에 대한 다른 최근의 연구는 보여주었는데 유년기의 어려움과 관련된 염색체 메틸화 조절은 성인기까지 지속되었다고 말이다. 이 연구는 엔알쓰리씨원 유전자와 관련한 메틸화에 대해서 처음에 중점을 두었는데, 하지만 사고후유증의 후성유전적 영향에의 연구는 케이아이티엘지KITLG를 포함하는, 다른 유전자에게로 확대되었다. 
전쟁 후유증의 혹은 유년기 보살핌 부재의 경험자들은 외상 후 스트레스 장애같은 사고후유증  범위spectrum의 질환에 대해 높아진 위험 상태에 있다. 더불어서, 사고후유증의 심리압박은 신경내분비와 면역체계의 변화와 연동되어왔는데, 신체 질병에 대한 위험을 가중시키면서 말이다. 특히, 시상하부-뇌하수체-부신 축과 또한 면역체계도 조절하는 유전자의 후생유전적 변화는 아동기와 성인기 사고후유증 경험자에게서 관찰되어왔다.
후유증을 일으키는 경험은 심지어 영향을 줄 수도 있는데 다음 세대에서 심리적일뿐만 아니라 생물학적인 영역에 대한 영향인데, 즉 후유증을 일으키는 심리압박은 세대에 전해지는 효과를 가질 수도 있다. 부모의 후유증은 더 큰 위험과 관련되는 것으로 밝혀졌는데 다음 세대에 외상 후 스트레스 장애(PTSD)와 감정 및 불안 장애에 대한 위험인데 PTSD 그리고/혹은 다른 심리압박 관련 장애와 관련된 생물학적 변화는 또한 후유증 보유자들의 자손에서 관찰되어왔기 때문인데 그들 스스로 그들의 후유증 노출이나 정신 질환에 대해 말하지 않은 자손 말이다. 동물의 사례들은 증명해왔는데 심리압박 노출은 다음 세대에서 후생유전적 변화로 이어질 수 있다는 증명이고, 그런 기제들은 가설로 세워져왔는데 후유증 경험자의 자손의 증상에의 민감성을 강조하는 가설 말이다.